# Nevjansk
Nevjansk (Russisch: Невьянск) is een stadje in de Russische oblast Sverdlovsk, gelegen aan de rivier de Nejva (stroomgebied van de Ob) aan de oostzijde van de Oeral ongeveer 97 kilometer ten noorden van Jekaterinenburg. Het lag aan de basis van de metallurgie in de Oeral.

## Geschiedenis

### Stichting en context
De plaats werd gesticht als de posad Nevjanski zavod (Nevjanskfabriek) in 1700 toen er een staatsijzersmelterij voor de productie en verwerking van ijzer en gietijzer werden gebouwd. Vanaf 1701 produceerde deze ijzersmelterij vooral wapens en kogels. In 1702 kreeg industriemagnaat Nikita Demidov uit Toela van zijn vriend tsaar Peter de Grote de ijzersmelterij en het hele gebied rond de nederzetting cadeau (30 Wersten (± 32 km) in elke richting). Nevjansk werd daarop het bestuurlijk centrum van het gebied dat aan de Demidovs was toegewezen. Het gebied onder hun bestuur werd ook wel aangeduid als de "bergrepubliek van Demidov", omdat Nikita het feitelijk na verloop van tijd bestuurde als een onafhankelijk gebied, waarover de tsaren in Sint-Petersburg (toen de hoofdstad van Rusland) geen feitelijke zeggenschap hadden. Hij had hiervoor eerst de staatsgouverneur van Verchotoerje (toen het bestuurlijk centrum van de Oeral) en zijn opvolger laten wegsturen door te stellen dat hun activiteiten zijn werk belemmerden.
Peter de Grote was een voorstander van onafhankelijk ondernemerschap als dit bijdroeg aan de productie en stond Demidov grote vrijheden toe. Demidov werd daarna zelf gouverneur en stichtte zijn eigen privéleger om zijn fabrieken en mijnen in zijn gebied te beschermen. Hij probeerde echter ook staatsbedrijven op allerlei manieren het moeilijk te maken om in zijn gebied of in plaatsen daaromheen winstgevende activiteiten te ontplooien. Toen staats-mijnbouwingenieur Tatisjtsjev in 1721 mijnbouwwetgeving wilde introduceren, wist Nikita hem uit de Oeral te krijgen door hem valselijk te beschuldigen bij zijn opdrachtgever de Berg-Amt. Zijn zoon Akinfi Demidov kreeg echter te maken met de meer diplomatieke Nederlandse luitenant-generaal in Russische dienst de Gennin die eerst Tatisjtsjev in ere herstelde, daarna Jekaterinenburg tot hoofdstad van de Oeral maakte in 1723 en langzamerhand met medewerking van Akinfi een einde maakte aan de onafhankelijke republiek en het gebied incorporeerde in het Russische Rijk.
Nikita Demidov liet in Nizjni Tagil een voor die tijd zeer moderne ijzersmelterij bouwen. Deze fabriek was in het begin van de 18e eeuw de grootste van Rusland. De fabrieken van Demidov waren voor het Russische Rijk van groot belang omdat de wapens die in deze fabrieken werden geproduceerd een belangrijke rol speelden bij de overwinning van Rusland op het koninkrijk Zweden tijdens de Grote Noordse Oorlog. Ze boden namelijk voor het eerst dezelfde kwaliteit als buitenlandse bedrijven tegen lagere prijzen. Het was toen het Russisch centrum voor de mijnbouw, waar de meest ervaren mijnbouwdeskundigen uit Rusland werkten. In Nevjansk ontstonden de eerste mijnbouwscholen, waar toekomstige arbeiders werden opgeleid voor het werk in de mijnen van Demidov. Veel oudgelovigen vluchtten vanuit Europees Rusland naar het gebied en waren mede verantwoordelijk voor het succes van de mijnbouw in de regio.
In 1740 werd een grote hoogoven gebouwd, die 40 ton per dag produceerde, iets wat in Europa en de VS pas aan het einde van de 18e eeuw werd geëvenaard. Hiernaast werden vanuit hun bestuurlijk centrum in Nevjansk nog een tiental fabrieken en mijnen geopend, waardoor de regio een sterke industriële groei doormaakte en al snel uitgroeide tot het grootste mijnbouwgebied van Rusland. Het merk van de Demidovs, de "oude sabelmarter" (Stary Sobol) was ook buiten Rusland bekend. Ze exporteerden hun producten naar 11 Aziatische en Europese landen. Akinfi was vermoedelijk de rijkste man van Rusland tegen de helft van de 18e eeuw (hij zorgde ook voor de ontdekking van enorme zilverertslagen bij Barnaoel). Akinfi's zoon Prokinfi verkocht de bezittingen van de Demidovs in Nevjansk in 1769 aan fabriekseigenaar Savve Jakovlev, waarmee de Demidovs verdwenen uit de plaats.

### Overige geschiedenis
Begin 19e eeuw werd de plaats het bestuurlijk centrum van een klein mijnbouwdistrict met 3 ijzersmelterijen en een aantal andere fabrieken. In 1819 werd er goud gevonden in Nevjansk, waardoor de plaats verder groeide. Evenals in andere plekken in de Oeral kwamen vooral veel oudgelovigen naar de plaats. Zij waren van groot belang voor de fabrieken en de cultuur van Nevjansk in die tijd. Ze stichten in Nevjansk meerdere kerken, een klooster en een school voor iconenschilderkunst die in heel Rusland bekend werd. Een museum over deze iconen staat in Jekaterinenburg. Halverwege de 19e eeuw ging het echter bergafwaarts met de mijnbouw in Nevjansk. Door de grote concurrentie zakte de productie sterk in. Bij de industriële crisis van 1900 tot 1903 kwam de definitieve klap voor de ijzersmelterijen. De laatste ging dicht in 1904 en de fabrieken richtten zich vanaf toen alleen op de productie van materialen. In 1902 werden hier de eerste Russische baggeraars voor de goud- en platinaindustrie geproduceerd.
De plaats kreeg stadsrechten in 1919 en werd vanaf toen Nevjansk genoemd. De plaats richtte zich daarna steeds meer toe op andere vormen van industrie. Tijdens de Tweede Wereldoorlog werd in de machinefabriek ongeveer 50% van alle projectielen voor de houwitsers van het Rode Leger geproduceerd, met een piek van 1 miljoen per maand.

## Economie en transport
De plaats heeft als belangrijkste economische activiteiten; de machinefabriek (opvolger van de ijzersmelterij van 1701), cementfabriek en meubelfabriek. In de omgeving is naast landbouw ook nog steeds mijnbouw aanwezig (marmer, kaolien en goud).
De plaats ligt aan de hoofdweg tussen Jekaterinenburg en Nizjni Tagil en heeft ook een spoorverbinding met deze steden. De stad ligt iets ten noorden van Kirovgrad. Hiernaast heeft de stad wegverbindingen met Rezj en Artemovski.
| 1959   | 1970   | 1979   | 1989   | 2002   |
| ------ | ------ | ------ | ------ | ------ |
| 30.500 | 29.800 | 32.400 | 29.764 | 26.644 |

## Bezienswaardigheden
De stad is in Rusland zeer bekend om de 57,5 meter hoge scheve toren van Nevjansk, die werd gebouwd in opdracht van Akinfi en waarover tot op heden veel onbekend is. Bij deze toren bevindt zich ook het museum voor lokale geschiedenis en traditionele kennis.
Hiernaast is er het keramiek- en glasmuseum van de Oeral en een aantal kerken. In de Sovjettijd werden veel religieuze gebouwen vernietigd, maar na het uiteenvallen van de Sovjet-Unie nam door religieuze opleving in Rusland het aantal nieuwe kerken ook in deze plaats toe. In het dorpje Byngi ten noorden van de plaats staat de St. Nicolaas kathedraal uit 1797, die een goed beeld geeft van de Russische kerkarchitectuur uit die tijd en waar geschilderde iconen uit de bekende Nevjansk-school hangen .

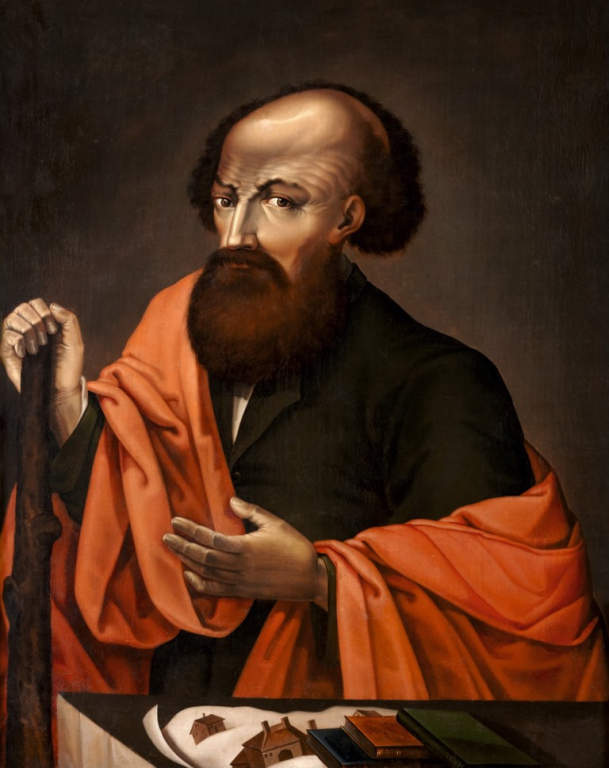
Nikita Demidov
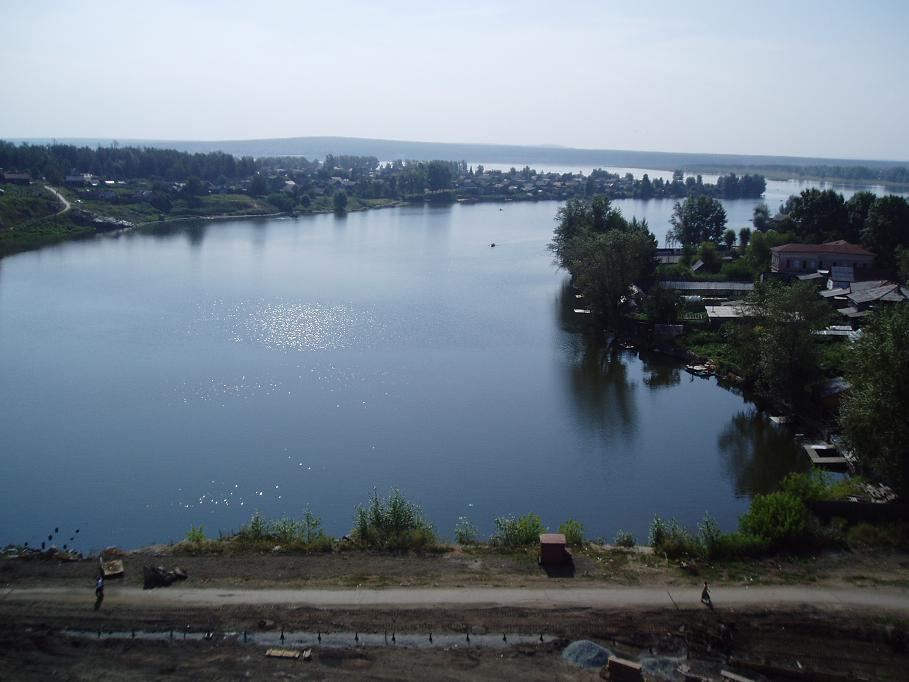
Nejvarivier
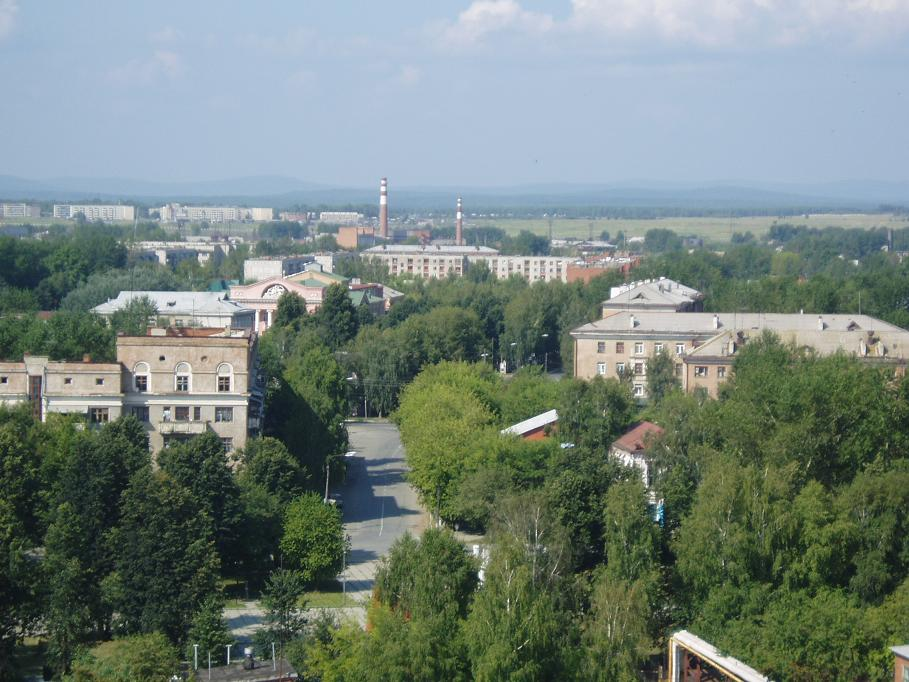
Zicht vanaf de toren over de stad
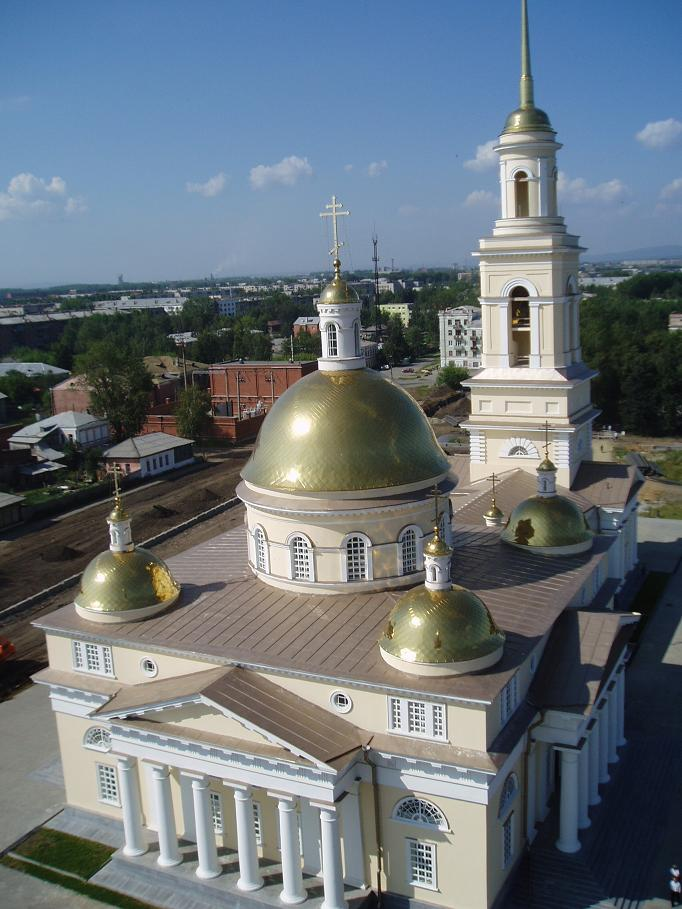
Kathedraal van de oudgelovigen van bovenaf gezien
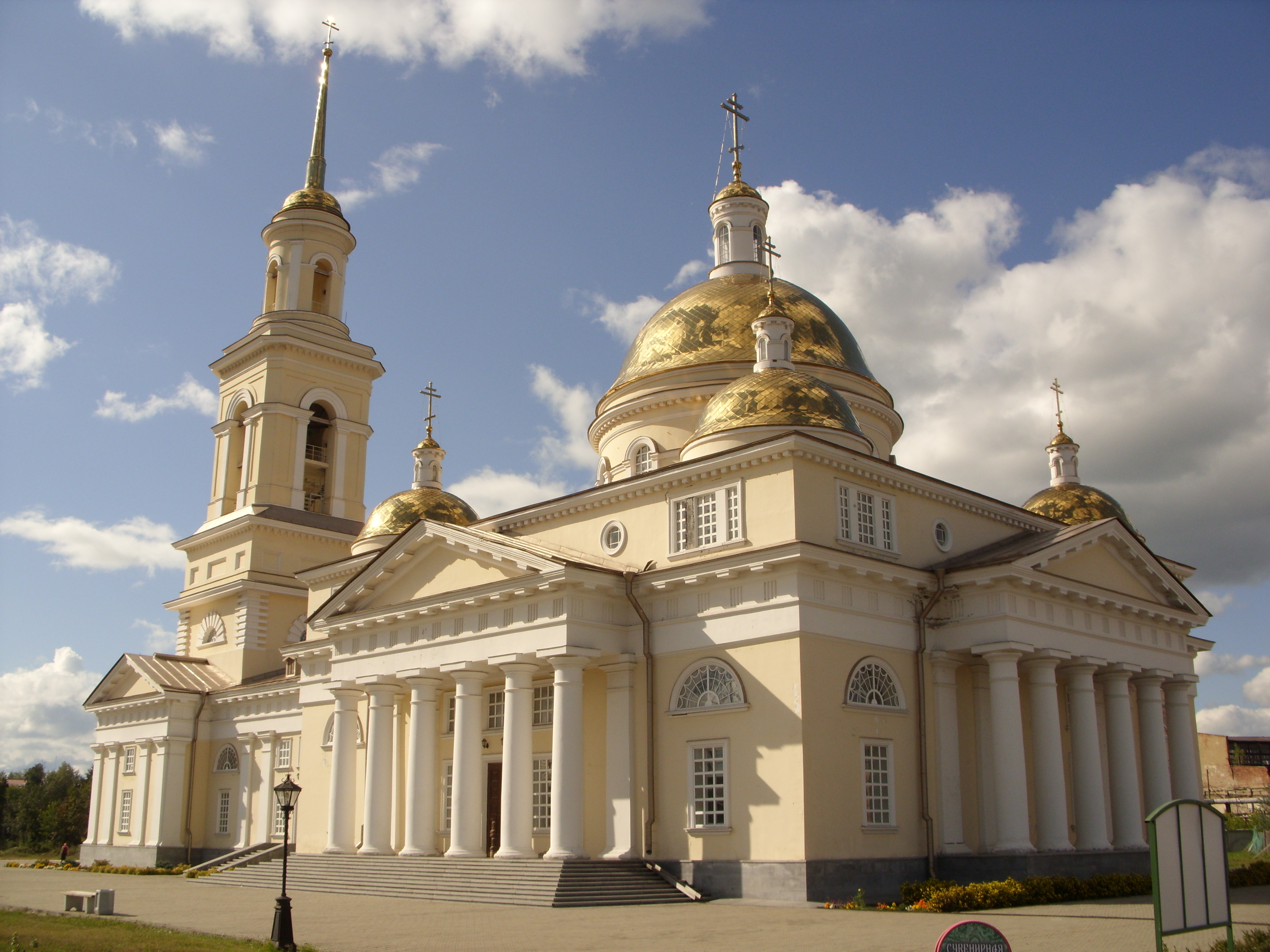
Voorzijde kathedraal
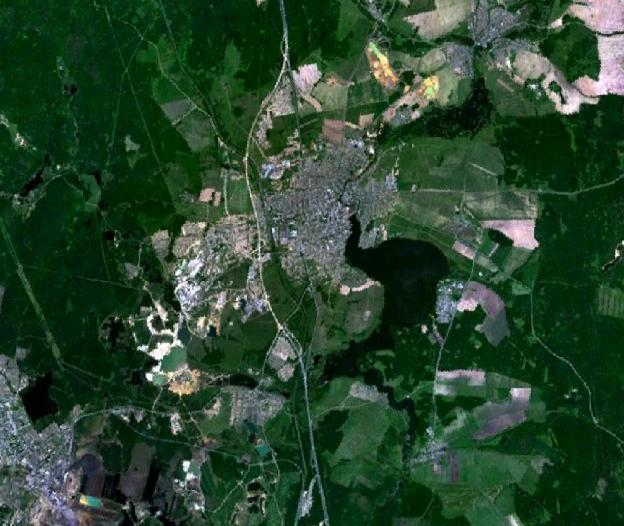
satellietafbeelding van Nevjansk